# 니시기후역
니시기후역(일본어: 西岐阜駅 니시기후에키[*])은 일본 기후현 기후시에 있는 도카이 여객철도의 철도역이다.

## 역 구조
섬식 1면 2선 구조의 지상역이다. 역사는 선상 구조로, 출입구는 시영 도로의 고가교 위에 설치되어 있다.
기후역이 관리하는 업무 위탁역으로, 영업은 도카이 교통 사업이 대신 하고 있다. TOICA 및 제휴 교통카드의 사용이 가능하다.

### 승강장
| 1 | ■ 도카이도 본선 | 오가키 · 마이바라 방면 |
| 2 | ■ 도카이도 본선 | 기후 · 나고야 방면     |

## 역세권 정보
- 일본화물철도 기후 화물터미널역
- 기후현청사

## 역사
- 1986년 11월 1일 - 일본국유철도 도카이도 본선 기후 역 ~ 호즈미 역 사이에 신설 개업.
- 1987년 4월 1일 - 민영화에 따라 도카이 여객철도의 소속이 되었다.
- 2006년 11월 25일 - TOICA의 사용이 개시되었다.

## 인접역
| 도카이 여객철도 도카이도 본선 | 도카이 여객철도 도카이도 본선        | 도카이 여객철도 도카이도 본선 |
| ----------------------------- | ------------------------------------ | ----------------------------- |
| 기후 나고야·도요하시 방면     | ■ 특별쾌속·신쾌속·쾌속·구간쾌속·보통 | 호즈미 오가키 방면            |